# Jihlava
Jihlava (Ausspracheⓘ; deutsch Iglau) ist eine Mittelstadt in Tschechien, die direkt an der böhmisch-mährischen Grenze liegt. Der Großteil der Stadt mit dem Stadtzentrum befindet sich in Mähren, Teile des heutigen Jihlava liegen in Böhmen. Sie ist Verwaltungssitz der Region Vysočina, wichtiges Zentrum von Wirtschaft, Kultur und Bildung. Jihlava ist die älteste Bergstadt in den böhmischen Ländern. Bis zum Ende des Zweiten Weltkriegs war sie das Zentrum der deutschsprachigen Iglauer Sprachinsel.

## Geographie
Die Stadt befindet sich auf der Böhmisch-Mährischen Höhe an der Einmündung der Jihlávka (Kleine Igel) in den Fluss Jihlava (Igel), der hier die alte Grenze zwischen Böhmen und Mähren bildet, etwa 78 Kilometer westnordwestlich von Brünn. Durch die Stadt führt die Europastraße 59 (l/38), die nördlich von Jihlava an der Autobahn D 1 / E 50 ihren Anfang nimmt.

## Geschichte

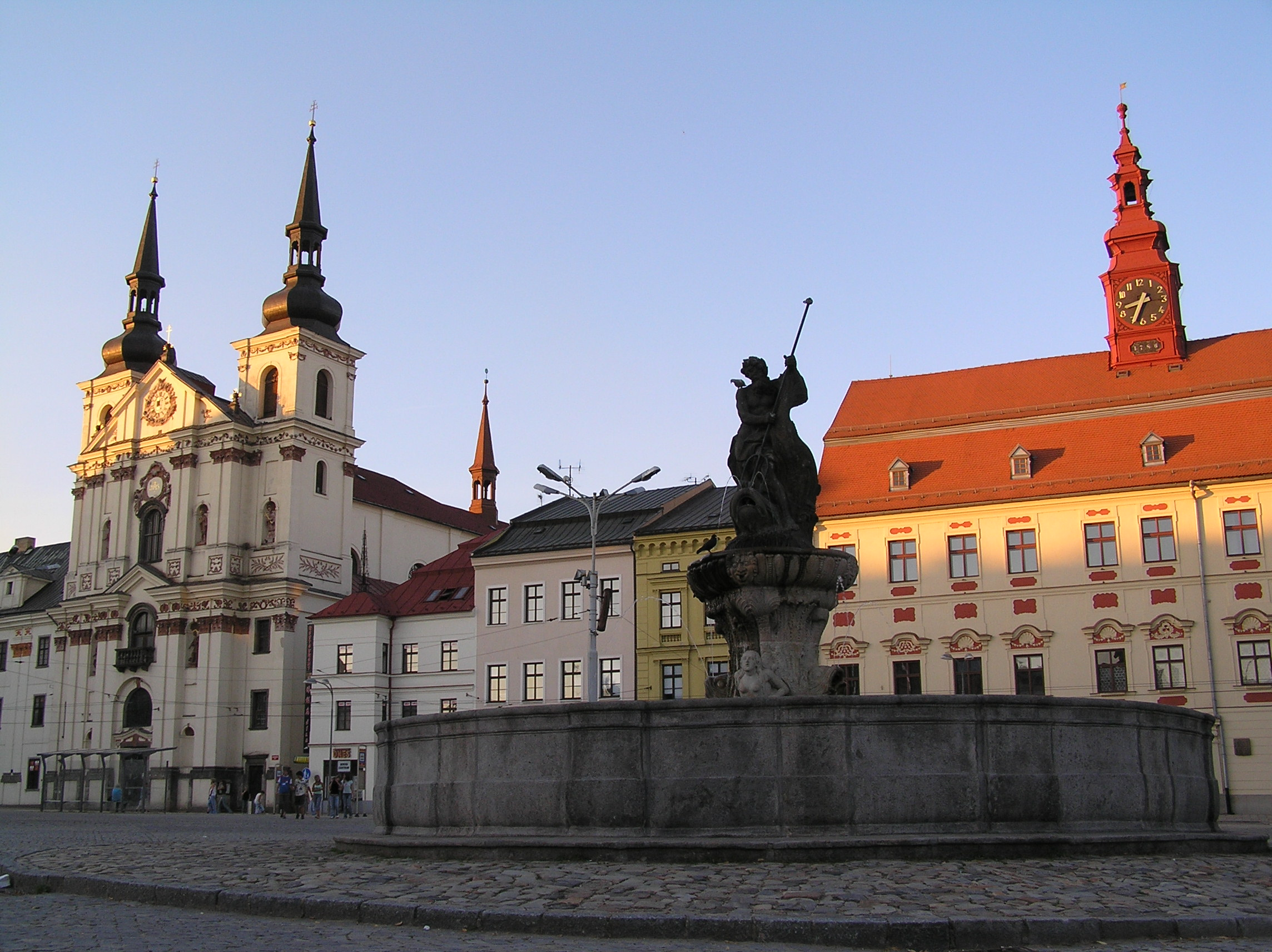
Jihlava, Masaryk-Platz mit Neptunbrunnen

Jihlava ist eine alte mährische Bergstadt, in der laut der Legende bereits im Jahre 799 Silber gefördert wurde.
König Ottokar I. richtete eine Bergkanzlei und ein Münzamt ein. Die Stadt genoss schon sehr früh weitgehende Privilegien und wurde um 1250 von Wenzel I. Přemysl zur Königsstadt erhoben.
Die 1249 vom König zugestandene Stadt- und Bergrechtsordnung Jura civium et montanorum ist die älteste bekannte Rechtsordnung, die für eine Stadtverwaltung erlassen wurde, deren ökonomische Grundlage der Bergbau bildete.
Das Iglauer Bergrecht wurde in der Folgezeit maßgeblich für alle weiteren böhmischen und mährischen Bergstädte und diente zum Beispiel auch als Vorbild für das sächsische Bergrecht. Die Rechtsprechung in montanen Streitfragen oblag dem Iglauer Berggericht, dem Bergschöffenstuhl, welches zugleich als Oberstes Berggericht in den Ländern der böhmischen Krone fungierte. Es entschied also auch über die Streitfälle vieler anderer Reviere in höherer Instanz.
Im Rathaus existiert eine Sammlung alter Gemeinde- und Berggesetze, die sich bis 1389 datieren lassen. Ferner ist Iglau eine alte Tuchmacherstadt, deren Tuche über Jahrhunderte berühmt waren.

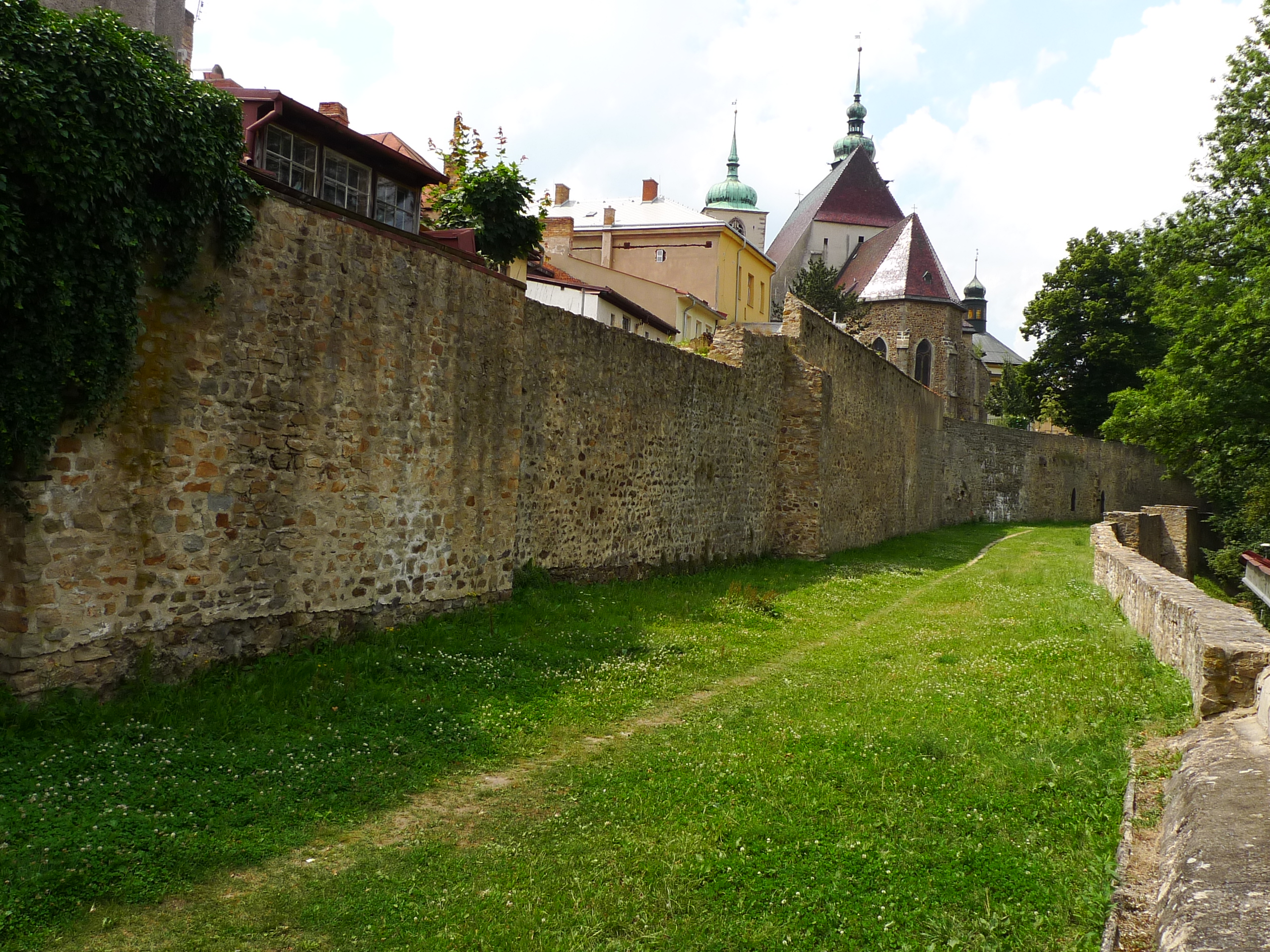
Teile der Stadtbefestigung sind erhalten

Karte von Iglau (um 1750)

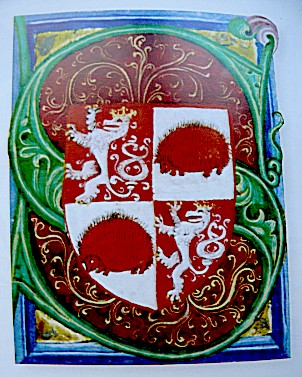
Iglauer Wappen im Codex Gelnhausen

In den Hussitenkriegen war Iglau – wie Pilsen und Brüx – ein Zentrum der Katholiken. Die Stadt blieb von Eroberung und Zerstörung verschont, obwohl die kaiserlich-katholischen Truppen im Januar 1422 unweit bei Deutschbrod eine schwere Niederlage erlitten. Die Iglauer Kompaktaten vom 5. Juli 1436, ein Vertrag mit dem gemäßigten Flügel der Hussiten, den Utraquisten, markierten das Ende der Hussitenkriege. Durch diesen Vertrag wurde Kaiser Sigismund als König von Böhmen anerkannt, er musste jedoch seinerseits weitreichende Zugeständnisse machen.
Eine Granitsäule in der Nähe der Stadt markiert die Stelle, an der Ferdinand I. 1527 den böhmischen Grundbesitzern die Treue schwor. Ab 1596 erweiterte die Stadt durch den Kauf der linksseitig der Igel in Böhmen gelegenen ehemaligen Seelauer Klostergüter von den Trtschka von Leipa ihren Besitz beträchtlich. Die erworbenen Gebiete wurden als Neues Gut in Böhmen zusammengefasst.
1625 verkaufte die Stadt den Schrittenzer Teil des Neuen Gutes. Während des Dreißigjährigen Kriegs wurde Iglau zweimal von den Schweden erobert, zuletzt 1645. Vor Ende des Krieges wurde die Stadt ab Juli 1647 durch kaiserliche Truppen unter General Hans Christoph III. von Puchheim und Jean-Louis Raduit de Souches blockiert, ab September belagert und schließlich am 7. Dezember durch Aufgabe der Verteidiger zurückerobert.
Im Ersten Schlesischen Krieg fiel Iglau 1742 in preußische Hände. Im Dezember 1805 wurde die Bayerische Armee unter Carl Philipp von Wrede in der Nähe der Stadt geschlagen, hielt aber den österreichischen Gegner fest, was zum gleichzeitigen französischen Sieg bei Austerlitz am 2. Dezember 1805 beitrug.
Bis zum Ersten Weltkrieg war Iglau Standort der k.u.k. Armee. 1914 hatten hier der Stab, das I., II. und III. Bataillon des Mährischen Infanterie-Regiments Nr. 81 sowie das II. Bataillon des Landwehr-Infanterie-Regiments Nr. 14 ihre Garnison.
Am 23. Juni 1920 kam es während einer von Deutschen organisierten Sonnwendfeier außerhalb der Stadt zu Protesten gegen die 
tschechoslowakische Regierung, aus denen ein Demonstrationszug entstand, der randalierend durch die Stadt auf den Hauptplatz zog. Dort fielen Schüsse, durch die zwei tschechische Soldaten der Tschechoslowakischen Armee und ein deutscher Gärtner getötet wurden. Am nächsten Tag kam es zu Gegendemonstrationen durch tschechische Bewohner der Stadt, die erst durch einen Ausnahmezustand, der bis zum 3. Juli 1920 aufrechterhalten wurde, beruhigt werden konnten.
Die eingeleiteten gerichtlichen Voruntersuchungen mussten wegen Mangels an Beweisen eingestellt werden. Lediglich gegen den ehemaligen Bürgermeister Vinzenz Inderka und Hans Krczal wurde im November des gleichen Jahres verhandelt. Beide wurden zu vier Monaten Haft auf Bewährung verurteilt.
An diese Unruhen erinnern heute noch das Ehrengrab der beiden getöteten Soldaten auf dem Zentralfriedhof von Iglau und Gedenktafeln im Bereich des Masaryk-Platzes.
Iglau mit Umgebung bildete vor 1945 nach dem Schönhengstgau die zweitgrößte deutsche Sprachinsel in Mähren und angrenzend auf der böhmischen Seite der Grenze. Die Stadt hatte 1910 27.927 Einwohner, davon 21.756 deutsche bzw. deutschsprachige und 5.974 tschechische Einwohner.
| Jahr | Einwohner | Anmerkungen                                                                      |
| ---- | --------- | -------------------------------------------------------------------------------- |
| 1804 | 10.948    | [ 9 ]                                                                            |
| 1834 | 16.553    | ohne die Garnison, meist deutsche katholische Einwohner (599 Fremde inbegriffen) |
| 1852 | 18.100    | [ 11 ]                                                                           |
| 1857 | 17.427    | [ 12 ]                                                                           |
| 1900 | 24.385    | meist deutsche katholische Einwohner (4.228 Tschechen)                           |

Nach Gründung der Tschechoslowakei nahm die Anzahl tschechischer Einwohner zu und 1930 lebten in Jihlava/Iglau 31.028 Einwohner, davon 17.968 Tschechen und nur noch 12.095 Deutsche. In der Iglauer Sprachinsel und in einigen tschechischen und gemischten Dörfern in der Umgebung blieb bis zum Ende des Zweiten Weltkrieges eine spezifische Volkskultur erhalten. Musikanten benutzten originelle hausgemachte Instrumente und Vierergruppen Fiedeln und Ploschperment. Typische Tänze waren Hatscho/Hatschou, Tuschen und Radln. Bäuerinnen trugen gern alte „pairische“ Trachten mit Šárkaröckchen, glänzenden dunklen Schürzen und großen roten Tüchern.
Vom 16. März 1939 bis zum 9. Mai 1945 war Iglau/Jihlava Bezirksstadt im Protektorat Böhmen und Mähren und Sitz eines Oberlandrats. Die deutschen Bewohner wurden deutsche Staatsbürger, ein deutscher Kommunalpolitiker ernannter Bürgermeister. Ziel der nationalsozialistischen Machthaber war, aus Iglau eine deutsche Stadt zu machen. Die tschechischen Einwohner wurden Protektoratsangehörige.
Gleich nach der Eingliederung der Stadt wurde die Synagoge in Brand gesteckt und zerstört.
Wenige Wochen nach dem Ende des Zweiten Weltkrieges wurden die deutschen Bürger aufgrund der Beneš-Dekrete enteignet und zum Teil in verlustreichen Fußmärschen in Richtung Süden nach Österreich vertrieben. Die restlichen deutschen Bewohner der Iglauer Sprachinsel wurden bis zum 26. September 1946 in 16 Eisenbahntransporten vertrieben. Nur einige wenige durften bleiben. Die Zahl der aus der Iglauer Sprachinsel stammenden, im Jahr 1945 umgekommenen Deutschen wird mit 2.000 beziffert.
Das Vermögen der evangelischen Kirche wurde durch das Beneš-Dekret 131 liquidiert und die katholischen Kirchen in der Tschechoslowakei enteignet.
Ab 1951 war Jihlava ein Ort mehrerer kommunistischer Schauprozesse: Sie richteten sich gegen den Einfluss der Kirche auf die Landbevölkerung und ihr Anlass war der Mord an drei örtlichen kommunistischen Funktionären in Babice. In den Prozessen wurden elf Angeklagte zum Tode verurteilt und 111 Angeklagte erhielten langjährige Zuchthausstrafen. Wegen der Schnelle der Prozesse wird darüber spekuliert, ob der Überfall vom Staatssicherheitsdienst in Auftrag gegeben wurde. Sämtliche verurteilten Personen wurden nach der Samtenen Revolution von 1989 rehabilitiert.
Aus Protest gegen die sowjetische Besatzung 1968 verbrannte sich Evžen Plocek anlässlich des Prager Frühlings auf dem Marktplatz. Dort erinnert eine Gedenktafel an seine Selbstverbrennung.

## Städtepartnerschaften
- Eilenburg, Deutschland, seit 6. Oktober 1987
- Heidenheim an der Brenz, Deutschland, seit 2002
- Purmerend, Niederlande, seit 1991
- Uschhorod, Ukraine, seit 2010

## Sehenswürdigkeiten

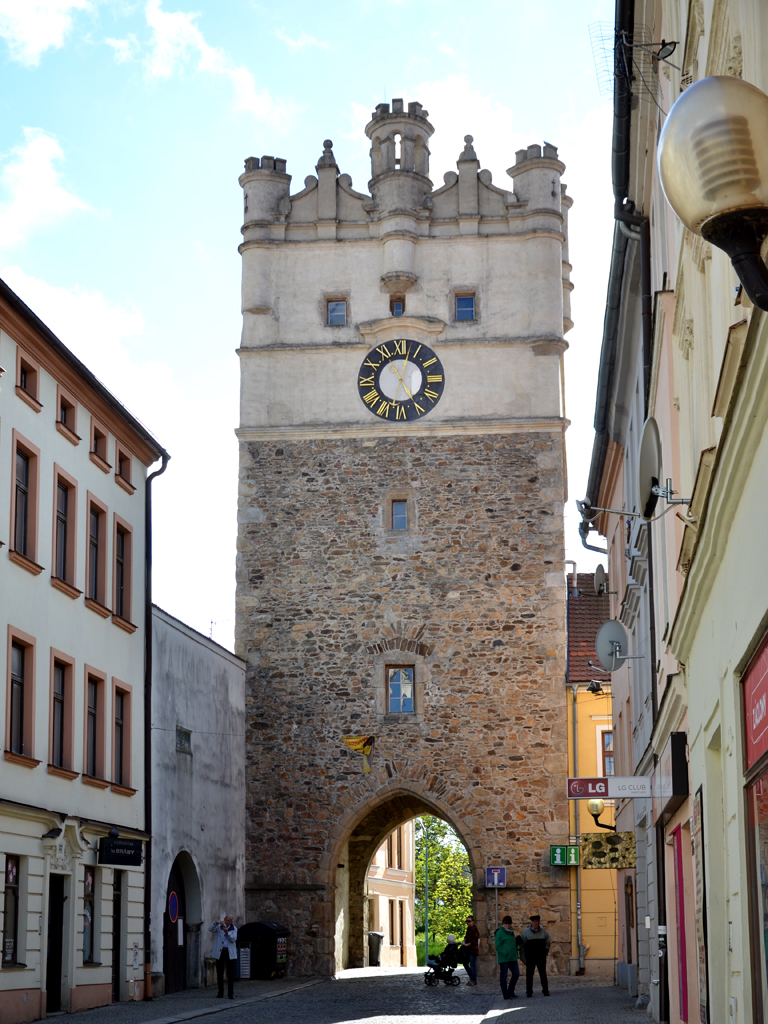
Muttergottestor

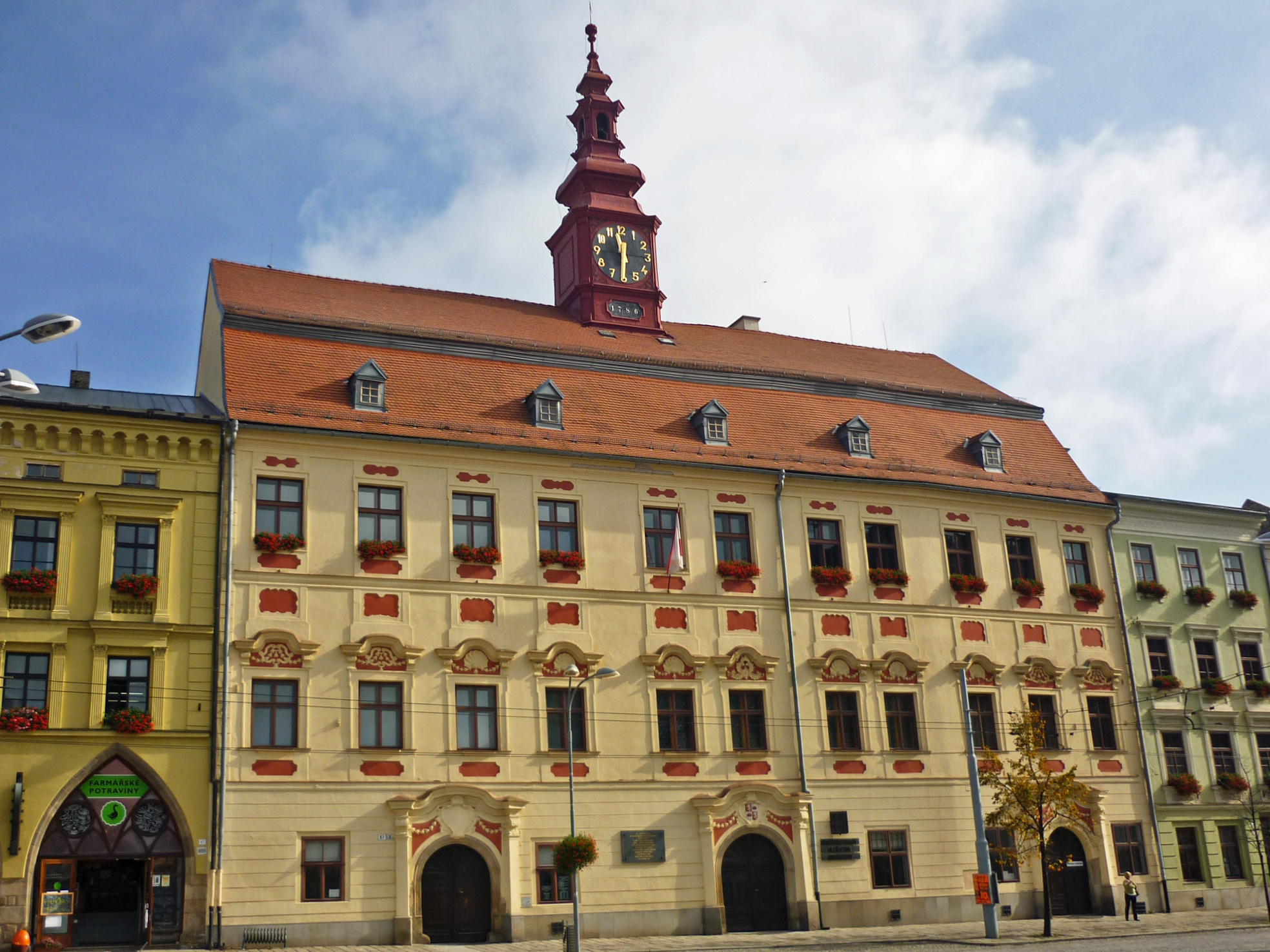
Rathaus von Jihlava

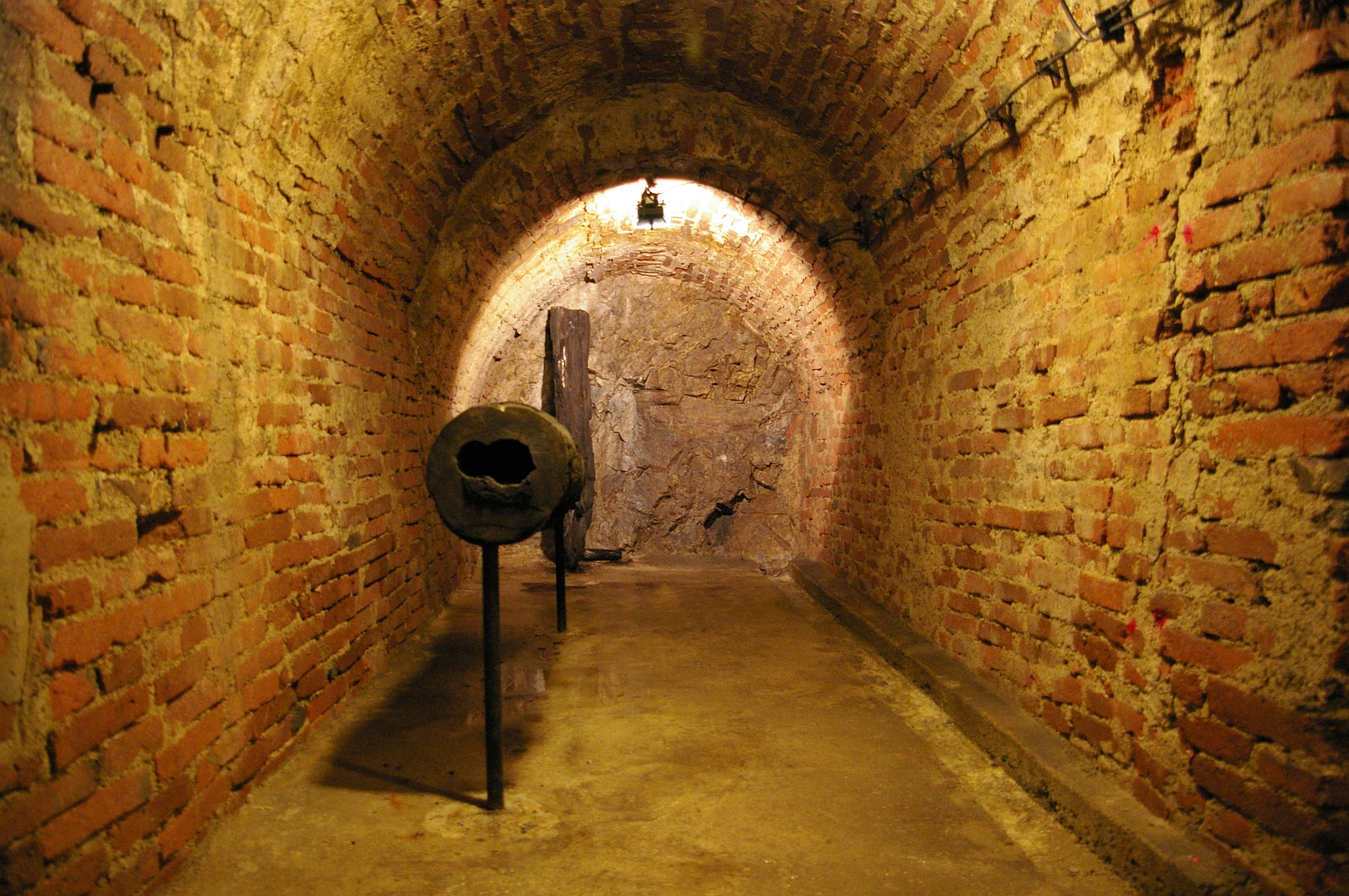
Katakomben

- Das historische Stadtzentrum wurde 1982 zum städtischen Denkmalreservat erklärt.[17]
- Die Jesuitenkirche des Hl. Ignatius mit zwei Türmen sowie das Jesuitenkolleg neben dem Rathaus wurden in den Jahren 1680 bis 1727 vom italienischen Architekten Jacopo Braschi errichtet. Im Kirchenschiff sind auf beiden Seiten flache Seitenkapellen und Oratorien im typischen Jesuitenstil angeordnet.
- Die Mariensäule (Pestsäule) am Ring wurde in den Jahren 1686–1691 anstelle des mittelalterlichen Prangers aus Dankbarkeit für die Überwindung der Pest von Jacopo und Agostino Braschi errichtet. Die Statuen der hll. Franz Xaver, Josef, Sebastian und Jakobus wurden von Antonio Laghi geschaffen.
- Die St.-Jakobs-Kirche ist eine gotische dreischiffige Hallenkirche mit zwei Türmen. Im Südturm befindet sich eine große Glocke (ca. 7.400 kg) aus dem Jahre 1564.
- Die Mariä Himmelfahrt-Kirche des ehemaligen Minoritenklosters mit dreischiffigem Chor und Kreuzrippengewölbe wurde im 13. Jahrhundert errichtet.
- Die nach dem Lutheraner Reformator Paul Speratus benannte evangelische Pauluskirche wurde 1875–1878 erbaut und 1911 erweitert.
- Das Rathaus entstand im 16. Jahrhundert durch die Erweiterung und Einbeziehung von mehreren Arkadenhäusern aus dem 13. Jahrhundert.
- Bürgerhäuser aus dem 13. bis 16. Jahrhundert.
- Die Stadtmauern aus dem 14. Jahrhundert sind weitgehend erhalten geblieben. Von den ursprünglich fünf Stadttoren steht nur noch das Mutter-Gottes-Tor. Die Festungsanlagen wurden 1755 aufgehoben.
- Das Mutter-Gottes-Tor ist das Wahrzeichen der Stadt und das einzige Tor, das von den fünf mittelalterlichen Toren erhalten geblieben ist. Es wurde zusammen mit den Befestigungsanlagen im 13. Jahrhundert errichtet, 1853 wurde es renoviert.
- Ein unterirdischer Gewölbekomplex, der (obwohl dieser nicht für die Bestattung von Toten diente) als Katakomben bezeichnet und touristisch vermarktet wird, stellt ein weiteres Kulturdenkmal der Stadt dar. Seine Gesamtfläche beträgt 50.000 Quadratmeter und seine Länge etwa 25 km. Er ist damit nach Znaim das zweitgrößte unterirdische Labyrinth in Tschechien. Die Gänge sind in den Felsen unterhalb der Stadt in zwei bis drei Stockwerken in einer Tiefe von 2 bis 14 m gehauen. Der von Bergleuten ausgeführte Bau wurde im 14. Jahrhundert begonnen.
- Weitere Sehenswürdigkeiten sind die Kirche St. Johannes der Täufer, das ehemalige Dominikanerkloster mit Heilig-Kreuz-Kirche, Ölberg- und Heilig-Geist–Kapelle, der Neptunbrunnen und der Amphitrite–Brunnen am Ring.
- Im Gustav-Mahler-Haus in der Znojemská ul. 4 ist Gustav Mahler aufgewachsen.
- Auf dem Jüdischen Friedhof existieren bemerkenswerte Grabmale, darunter der Grabstein der Eltern von Gustav Mahler.

## Stadtgliederung

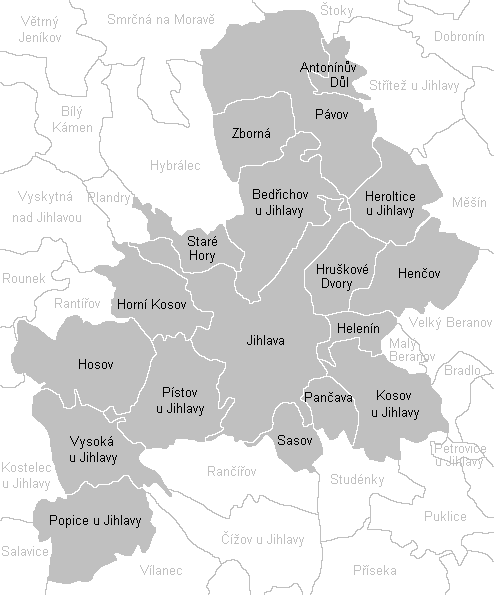
Kataster

### Stadtteile
1. Antonínův Důl (Antonienthal),
2. Červený Kříž (Rothenkreuz),
3. Henčov (Heinzendorf),
4. Heroltice (Hilbersdorf),
5. Horní Kosov (Obergoß),
6. Hosov (Hossau),
7. Hruškové Dvory (Birnbaumhof),
8. Jihlava (Iglau),
9. Kosov (Gossau),
10. Pávov (Pfauendorf),
11. Pístov (Pistau),
12. Popice (Poppitz),
13. Sasov (Sachsenthal),
14. Staré Hory (Altenberg),
15. Vysoká (Hochdorf) und
16. Zborná (Waldhof).

### Katastralgebiete
1. Antonínův Důl (Antonienthal),
2. Bedřichov u Jihlavy (Friedrichsdorf),
3. Helenín (Helenenthal),
4. Henčov (Heinzendorf),
5. Heroltice u Jihlavy (Hilbersdorf),
6. Horní Kosov (Obergoß),
7. Hosov (Hossau),
8. Hruškové Dvory (Birnbaumhof),
9. Jihlava (Iglau),
10. Kosov u Jihlavy (Gossau),
11. Pančava, Pávov (Pfauendorf),
12. Pístov u Jihlavy (Pistau),
13. Popice u Jihlavy (Poppitz),
14. Sasov (Sachsenthal),
15. Staré Hory (Altenberg),
16. Vysoká u Jihlavy (Hochdorf) und
17. Zborná (Waldhof).

## Wirtschaft
Seit den 1990er-Jahren nimmt der Beschäftigungsanteil in der Landwirtschaft stetig ab. Im Industriesektor sind 65 Prozent aller Erwerbstätigen beschäftigt. Damit spielt er die wichtigste Rolle.

### Unternehmen
Wichtige Unternehmen sind:
- Maschinenbau:
  - BOSCH Diesel s.r.o., gegründet 1993, Fertigung von Kfz-Komponenten für Dieselmotoren, 4.100 Mitarbeiter
  - Motorpal a.s, gegründet 1949, Fertigung von Kfz-Teilen und -zubehör einschl. Motorteilen, 2.750 Mitarbeiter
  - Automotive Lighting s.r.o., gegründet 1999, Fertigung von Kfz-Frontscheinwerfern, 1.750 Mitarbeiter
  - Moravské kovárny a.s., gegründet 1953, Verarbeitung von Roheisen und Stahl; Gesenkschmiedeteile 900 Mitarbeiter
  - Sixt Umformtechnik s.r.o., gegründet 1999, Fertigung von Stanz-, Zieh- und Pressteilen für die Automobilindustrie
- Sonstige Branchen:
  - Silnice Jihlava a.s, Straßen- und Brückenbau, 364 Mitarbeiter
  - Kronospan ČR s.r.o., 1883 gegründet, bis 1994 Jihlavské dřevařské závody, Holzproduktion, Produktion von Holzspanplatten und Türen, 668 Mitarbeiter
  - Jihlavské sklárny Bohemia a.s., Glashütte (Fertigung von Hohlglas), 1.086 Mitarbeiter

In Jihlava baute Kronospan ab 2018 die erste Holzrecyclinganlage Europas. Hier sollte Altholz, beispielsweise aus alten Möbeln, aufbereitet und zu Spanplatten weiterverarbeitet werden. In der Stadt Jihlava und der umliegenden Region wurde dieses Vorhaben äußerst kritisch gesehen, da man mit steigenden Schadstoffausstößen durch die Freisetzung von Formaldehyd und anderen Chemikalien im zu verarbeitenden Altholz rechnete. Bereits vor der Werkserweiterung klagten mehrere Anwohner über Hautausschläge und Atemprobleme. Eine erhöhte Anzahl von Krebserkrankungen wird durch die Bevölkerung mit dem Kronospan-Werk in Verbindung gebracht. Eine Umweltorganisation bezeichnete Kronospan als den zweitgrößten Emittenten von krebserregenden Stoffen in Tschechien. Im Jahr 2019 wurde bekannt, dass es sich bei der Werkserweiterung Kronospans nach tschechischem Recht um einen Schwarzbau handeln soll. Kronospan bestreitet diese Vorwürfe. Im Falle eines Rechtsverstoßes würde Kronospan eine Strafzahlung von umgerechnet 40.000 Euro drohen. In den vergangenen Jahren musste das Unternehmen bereits zwölf solcher Geldstrafen wegen anderer Vergehen bezahlen.

## Verkehr
Jihlava ist ein national und international wichtiger Straßenknoten an die Autobahn D1 (E50, E65) Prag – Brünn und an der Fernstraße I/38 (E59) die von Kolin in Richtung Znojmo und Wien führt. Die Bedeutung des Eisenbahnknotens Jihlava ist eher regional, könnte aber in Zukunft durch den Bau einer Hochgeschwindigkeitsstrecke internationale Bedeutung erlangen.

### Straßenverkehr
Die Autobahn D1 verläuft etwa 8 km nördlich der Stadt. Die Ausfahrt 112 Jihlava ist durch die vierspurige Zubringerstraße I/38 mit der Stadt verbunden. Um die Stadt herum wurde eine Umgehungsstraße mit dem Jihlava-Tunnel gebaut. Die Straße I/38 führt weiter in Richtung Moravské Budějovice zur tschechisch-österreichischen Grenze. Dank der günstigen Straßenanbindung verfügt Jihlava über zahlreiche Busverbindungen in die Umgebung und in die gesamte Republik.
Straßen zweiter Klasse in der Stadt sind:
- II/352 im Abschnitt Pávov – Polná
- II/405 im Abschnitt Jihlava – Brtnice
- II/406 von der Straße II/602 in Richtung Tét't
- II/523 im Abschnitt Ransov – Jihlava – V.
- II/602 im Abschnitt Velski Beranov – Jihlava – Vyskytná

Straßen dritter Klasse sind:
- III/0024 von der Straße II/602 nach Mala Beranov
- III/019445 Jihlava – Rantov
- III/038224 Jihlava – I/38 – Hybralec
- III/1311 Smrná – Lesnov (I/38)
- III/13112 von der Straße II/523 nach Plandry
- III/4062 Jihlava – Pistov (I/38) – Popice – Salavice

### Eisenbahn
Jihlava wurde 1871 durch die Österreichische Nordwestbahn von Wien über Znojmo, Kollion und Nymburk nach Dečin an das Eisenbahnnetz angeschlossen. Der damalige Nordwestbahnhof ist der heutige Hauptbahnhof von Jihlava. 1887 kam mit der Böhmisch-Mährischen Transversalbahn nach Veselí nad Lužnicí eine weitere Bahnstrecke hinzu. Diese Strecke bekam einen eigenen Bahnhof, die heutige Station Jihlava Mĕsto.
Heute gibt es von Jihlava aus Verbindungen in Richtung Praha/Prag, Brno/Brünn, Znojmo/Znaim, Plzen/Pilsen und Česke Budejovice/Budweis.

### Luftverkehr
Der Flugplatz Jihlava liegt im Ortsteil Henčov. Es ist ein öffentlicher Flugplatz. Die Start- und Landebahn ist eine Graspiste mit einer Länge von 920 m und einer Breite von 100 m.
Der Platz wird vom Aeroclub Jihlava betrieben und dient der allgemeinen Luftfahrt.

### Öffentlicher Verkehr
Die erste Straßenbahn in Jihlava fuhr 1909. Die nur 2,7 km lange Strecke verband den heutigen Masaryk-Platz mit dem Bahnhof. Die Straßenbahn wurde 1948 stillgelegt.
Moderne Oberleitungsbusse ersetzten die veralteten Straßenbahnen. Ihre erste Fahrtstrecke folgte der Straßenbahnstrecke. In den 1950er und der ersten Hälfte der 1960er Jahre wurde das Streckennetz erweitert, dann folgten Jahre der Stagnation. Die Weiterentwicklung begann in der Mitte der 1970er Jahre. Die Trolleybus-Linien sind mit Buchstaben (A bis H) gekennzeichnet, dies ist in anderen Städten der Tschechischen Republik nicht üblich. Neben dem Trolleybusnetz betreibt die örtliche Nahverkehrsgesellschaft Dopravní podnik města Jihlavy auch zwölf Buslinien.

## Bildung
Seit 2004 existiert in Jihlava die Polytechnische Hochschule Jihlava, eine nichtuniversitäre öffentliche Hochschule mit etwa 600 Studenten.